# Green Velo

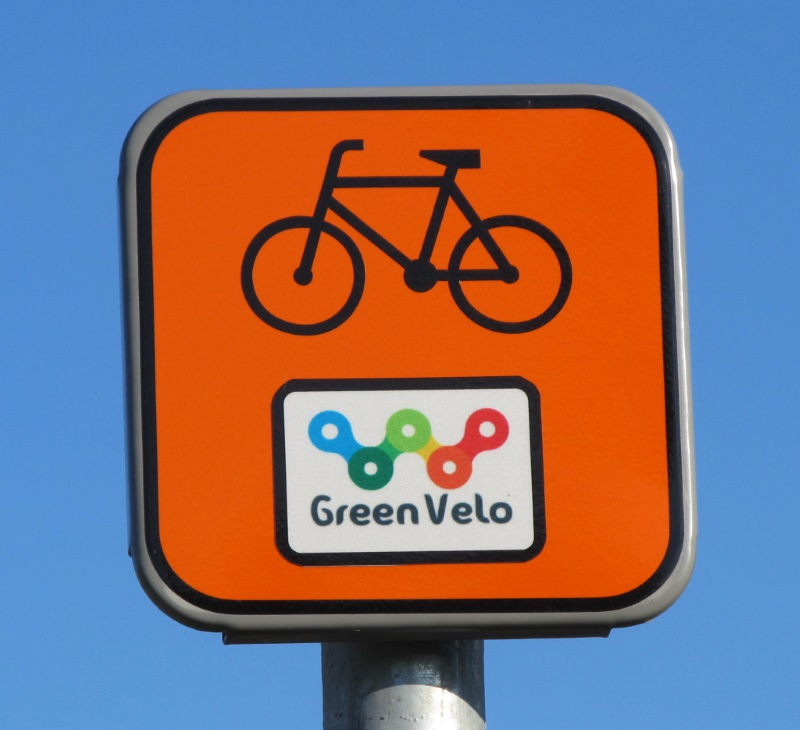

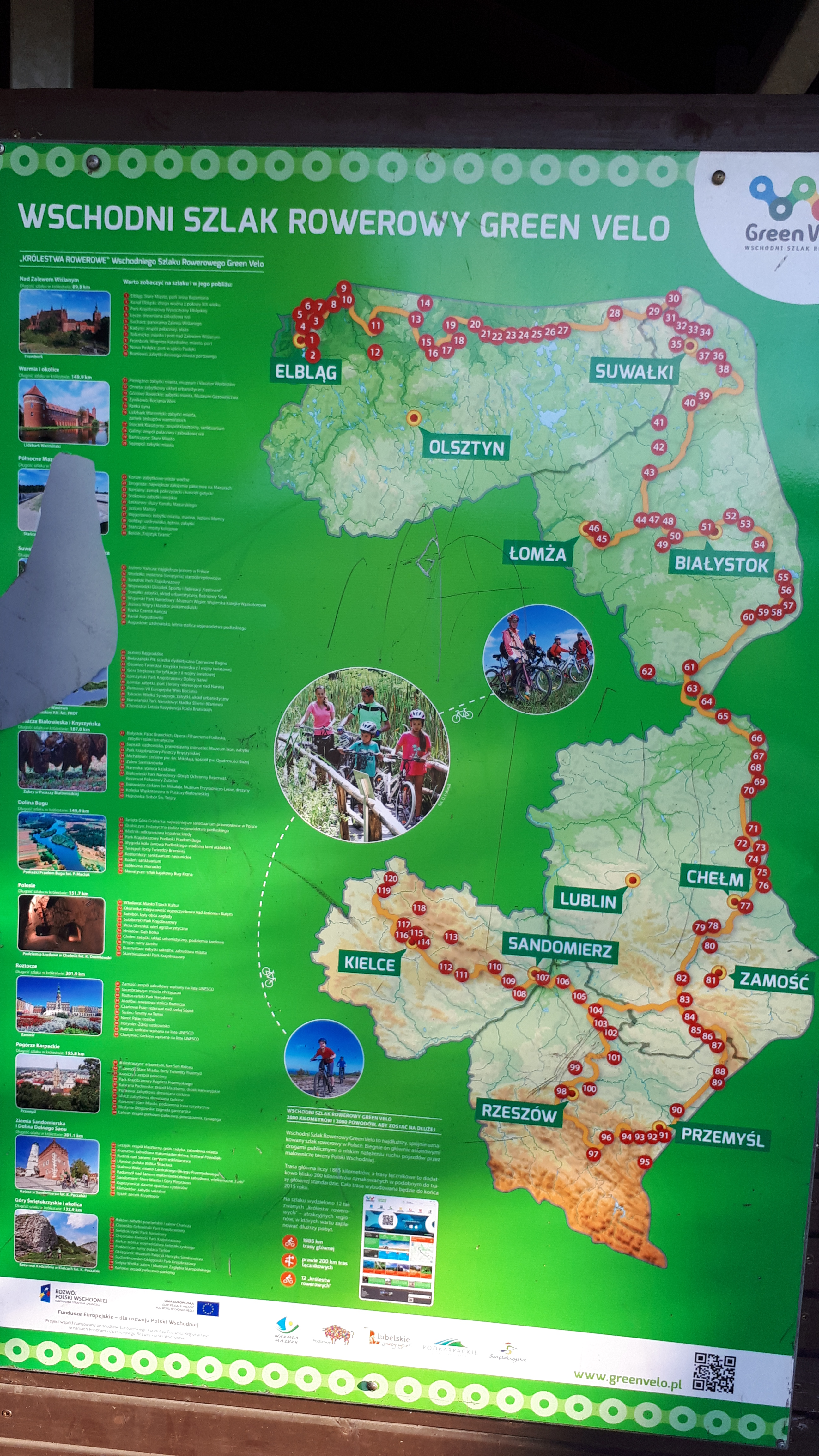

Green Velo (Pools: Wschodni Szlak Rowerowy Green Velo) is een langeafstandsfietsroute door de vijf oostelijke provincies in Polen. De (met oranje wegwijzers) bewegwijzerde fietsroute bestaat uit vijf regionale deelroutes, die samen meer dan 2000 kilometer lang zijn:
- Lubelskie (Woiwodschap Lublin, ong. 350 km)
- Podkarpackie (Woiwodschap Subkarpaten, ong. 430 km)
- Podlaskie (Woiwodschap Podlachië, ong. 590 km)
- Świętokrzyskie (Woiwodschap Heilig Kruis, ong. 190 km)
- Warmińsko-Mazurskie (Woiwodschap Ermland-Mazurië, ong. 420 km)